# Murray Gell-Mann
Murray Gell-Mann   (Lower Manhattan, 15 de setembre de 1929 - Santa Fe, 24 de maig de 2019) va ser un físic estatunidenc guardonat amb el Premi Nobel de Física l'any 1969.

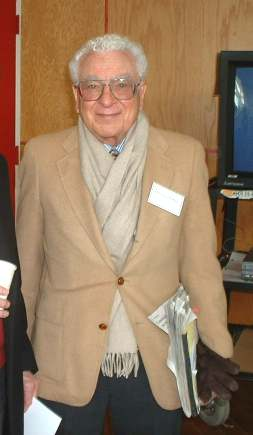
Murray Gell-Mann a la Universitat Harvard

Llicenciat en física per la Universitat Yale i l'Institut Tecnològic de Massachusetts, el 1955 va esdevenir professor universitari a la Universitat de Califòrnia on va ocupar des de 1967 la càtedra de física teòrica.

## Biografia

### Educació
Gell-Mann va néixer al Baix Manhattan en una família d'immigrants jueus de l'Imperi Austrohongarès, concretament de Txernivtsí a l'actual Ucraïna. Els seus pares eren Pauline (de soltera Reichstein) i Arthur Isidore Gelman, que ensenyaven anglès com a segona llengua.
Impulsat per una intensa curiositat infantil i l'amor per la natura i les matemàtiques, es va graduar com a finalista de la Columbia Grammar &amp; Preparatory School als 14 anys i posteriorment va ingressar al Yale College com a membre del Jonathan Edwards College. A Yale, va participar en la William Lowell Putnam Mathematical Competition i va formar part de l'equip que representava la Universitat Yale (juntament amb Murray Gerstenhaber i Henry O. Pollak) que va guanyar el segon premi el 1947.
Gell-Mann es va graduar a Yale amb una llicenciatura en física el 1948 i tenia la intenció de cursar estudis de postgrau en física. Va intentar romandre a la Ivy League per a la seva formació de postgrau i va sol·licitar-se a la Universitat de Princeton i a la Universitat Harvard. Va ser rebutjat per Princeton i acceptat per Harvard, però aquesta darrera institució no va poder oferir-li l'ajuda financera necessària.
Va ser acceptat per l'Institut Tecnològic de Massachusetts (MIT) i va rebre una carta de Victor Weisskopf que l'instava a anar al MIT i fer-se l'assistent d'investigació de Weisskopf. Això proporcionaria a Gell-Mann l'ajuda financera que necessitava. No conscient de l'estatus eminent del MIT en la investigació física, Gell-Mann es va mostrar miserable pel fet que no podria anar a Princeton o Harvard i, amb la característica ironia fosca, va dir que considerava el suïcidi. Gell-Mann va declarar que es va adonar que podria intentar entrar primer al MIT i suïcidar-se després si trobava que era realment terrible. Tanmateix, primer no va poder triar el suïcidi i després anar al MIT; els dos no es van desplaçar, com va dir Gell-Mann. Va rebre el seu doctorat. en física al MIT el 1951 després de completar una tesi doctoral, titulada Coupling force and nuclear reactions, sota la supervisió de Weisskopf.
Posteriorment, Gell-Mann va ser becari postdoctoral a l'Institut d'Estudis Avançats de Princeton el 1951, i professor d'investigació visitant a la Universitat d'Illinois a Urbana-Champaign de 1952 a 1953. Va ser professor associat visitant a la Universitat de Colúmbia i professor associat a la Universitat de Chicago entre 1954 i 1955, abans de traslladar-se a l'Institut Tecnològic de Califòrnia, on va ensenyar des de 1955 fins que es va jubilar el 1993. Va estar de període sabàtic al Collège de France durant el curs 1958-1959.
Gell-Mann es va casar amb J. margaret Dow el 1955; van tenir una filla i un fill. Margaret va morir el 1981 i el 1992 es va casar amb Marcia Southwick, el fill de la qual es va convertir en el seu fillastre.
Els amplis interessos de Gell-Mann fora de la física incloïen l'arqueologia, la numismàtica, l'observació d'aus i la lingüística. Juntament amb Serguei Stàrostin, va establir el projecte Evolució de les llengües humanes a l'Institut de Santa Fe. Com a humanista i agnòstic, Gell-Mann va ser un premi humanista a l’Acadèmia Internacional d'Humanisme. El novel·lista Cormac McCarthy va veure Gell-Mann com un polímata que sabia més coses sobre més coses que ningú que hagi conegut mai... perdre Murray és com perdre l'Encyclopædia Britannica.
Gell-Mann va morir el 24 de maig de 2019 a la seva casa de Santa Fe, Nou Mèxic.

### Vida professional
Gell-Mann va ser professor emèrit de física teòrica Robert Andrews Millikan a l'Institut Tecnològic de Califòrnia, així com professor universitari al departament de física i astronomia de la Universitat de Nou Mèxic a Albuquerque, Nou Mèxic, i professor presidencial de física i medicina. a la Universitat del Sud de Califòrnia. Va ser membre del consell editorial de l'Encyclopædia Britannica.
Gell-Mann va passar uns quants períodes al CERN, una instal·lació d'investigació nuclear a Suïssa, entre d'altres com a becari de la John Simon Guggenheim Memorial Foundation el 1972.
El 1984 Gell-Mann va ser un dels diversos cofundadors del Santa Fe Institute, un institut d'investigació teòrica sense ànim de lucre a Santa Fe, Nou Mèxic, que pretenia estudiar uns quants aspectes d'un sistema complex i difondre la noció d'un estudi interdisciplinari separat de teoria de la complexitat.

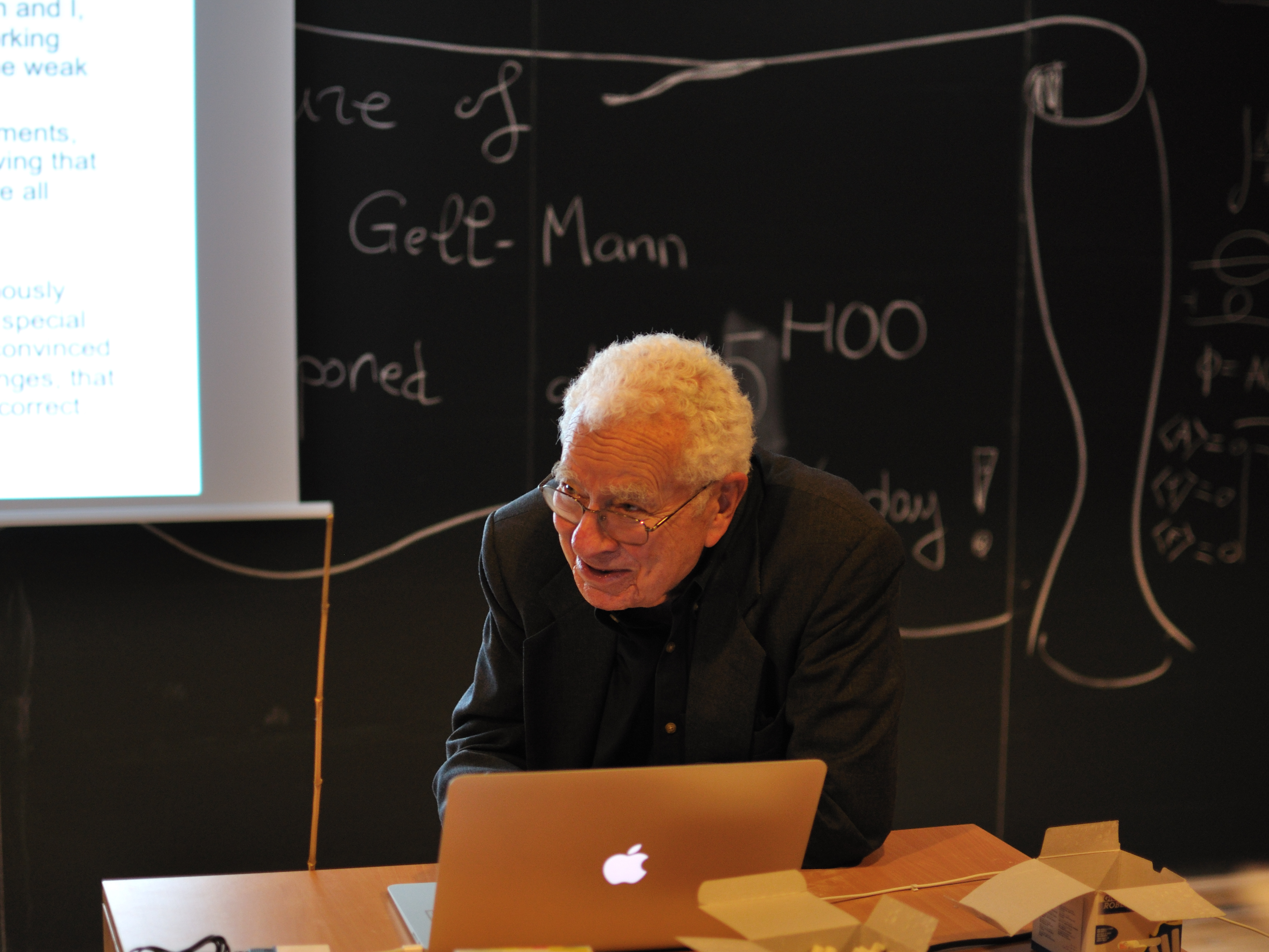
Murray Gell-Mann a Niça, 2012

Va escriure un llibre de divulgació científica sobre física i ciència de la complexitat, The Quark and the Jaguar: Adventures in the Simple and the Complex (1994). El títol del llibre està extret d'un vers d'un poema d’Arthur Sze: El món dels quarks té tot a veure amb un jaguar que gira a la nit.
L'autor George Johnson ha escrit una biografia de Gell-Mann, Strange Beauty: Murray Gell-Mann, and the Revolution in 20th-Century Physics (1999), que va ser finalista per al Royal Society Book Prize. Tot i que el mateix Gell-Mann va criticar Strange Beauty per algunes inexactituds, amb un entrevistador que va informar que es va fer una ganyota davant la menció d'això, el llibre va ser aclamat per uns quants dels seus col·legues. El 2023 es va publicar una segona edició revisada per la Santa Fe Institute Press amb un pròleg de Douglas Hofstadter.
El 2012 Gell-Mann i la seva companya Mary McFadden van publicar el llibre Mary McFadden: A Lifetime of Design, Collecting, and Adventure.
El 1958, Gell-Mann en col·laboració amb Richard Feynman, en paral·lel amb l'equip independent d’EC George Sudarshan i Robert Marshak, va descobrir les estructures quirals de la força nuclear feble de la física i va desenvolupar la teoria VA (vector minus axial vector theory). Aquest treball va seguir el descobriment experimental de la violació de la paritat per part de Chien-Shiung Wu, tal com suggereixen teòricament Chen Ning Yang i Tsung-Dao Lee.
El treball de Gell-Mann a la dècada del 1950 va implicar partícules de raigs còsmics descobertes recentment que es van anomenar kaons i hiperons. La classificació d'aquestes partícules el va portar a proposar que un nombre quàntic, anomenat estranyesa, es conservaria per les interaccions fortes i electromagnètiques, però no per la interacció feble. Una altra de les idees de Gell-Mann és la fórmula Gell-Mann-Okubo, que inicialment era una fórmula basada en resultats empírics, però més tard es va explicar pel seu model de quarks. Gell-Mann i Abraham Pais van participar en l'explicació d'aquest aspecte desconcertant de la mescla de kaons neutres.
La afortunada trobada de Murray Gell-Mann amb el matemàtic Richard Earl Block a Caltech, a la tardor de 1960, el va il·luminar per introduir un nou esquema de classificació, el 1961, per als hadrons. Un esquema similar havia estat proposat de manera independent per Yuval Ne'eman, i ha arribat a ser explicat pel model de quarks. Gell-Mann es va referir a l'esquema com la via octuple, a causa dels octets de partícules de la classificació (el terme és una referència a la via octuple del budisme).
Gell-Mann, juntament amb Maurice Lévy, van desenvolupar el model-sigma dels pions, que descriu les interaccions de pions de baixa energia.
El 1964, Gell-Mann i, independentment, George Zweig van postular l'existència de quarks, partícules que formen els hadrons d'aquest esquema. El nom quark va ser encunyat per Gell-Mann, i és una referència a la novel·la Finnegans Wake, de James Joyce ('Tres quarks per a Muster Mark!' llibre 2, episodi 4). Zweig s'havia referit a les partícules com asos, però el nom de Gell-Mann va agafar nota. Els quarks, els antiquarks i els gluons aviat es van establir com els objectes elementals subjacents en l'estudi de l'estructura dels hadrons. Va ser guardonat amb el Premi Nobel de Física l'any 1969 per les seves contribucions i descobriments sobre la classificació de les partícules elementals i les seves interaccions.
A la dècada del 1960, va introduir l'àlgebra actual com un mètode d'explotació sistemàtica de simetries per extreure prediccions de models de quarks, en absència d'una teoria dinàmica fiable. Aquest mètode va conduir a regles de suma independents del model confirmades per l'experiment, i va proporcionar punts de partida que sustenten el desenvolupament del Model Estàndard (SM), la teoria àmpliament acceptada de les partícules elementals.
El 1972 Gell-Mann, mentre estava de permís sabàtic al CERN, juntament amb Harald Fritzsch, Heinrich Leutwyler i William A. Bardeen, van considerar una teoria Yang-Mills del color dels quarks i van encunyar el terme cromodinàmica quàntica (QCD) com a teoria de gauge de la interacció forta. El model de quark forma part del QCD, i ha estat prou robust per acomodar de manera natural el descobriment de nous sabors de quarks, que ha substituït l'esquema de vuit vegades.
Gell-Mann va ser el responsable, amb Pierre Ramond i Richard Slansky, i independentment de Peter Minkowski, Rabindra Mohapatra, Goran Senjanović, Sheldon Glashow i Tsutomu Yanagida, van proposar la teoria del balancí de les masses de neutrins. Això produeix masses a gran escala en qualsevol teoria amb un neutrí dret. També se sap que va tenir un paper en mantenir viva la teoria de cordes durant els anys setanta i principis dels vuitanta, donant suport a aquesta línia d'investigació en un moment en què era un tema d'interès especial.
Gell-Mann va ser un defensor de l'enfocament de les històries coherents per entendre la mecànica quàntica, que va defensar en articles amb James Hartle.

## Recerca científica
Des de 1950 s'interessà en la investigació sobre les partícules elementals, recentment descobertes i anomenades kaó i hiperió. La seva classificiació va permetre nomenar un nou nombre quàntic. Les seves investigacions, primer amb Abraham Pais i posteriorment amb Kazuhiko Nishijima, van permetre la introducció d'una nova partícula, l'hadró, partícula que descobrí alhora el físic israelià Yuval Ne'emal. La teoria de Gell-Mann va aportar ordre al caos en descobrir prop de 100 partícules en l'interior del nucli atòmic. Aquestes partícules, a més dels protons i neutrons, estaven formades per altres partícules elementals anomenades quarks. Aquests quarks es mantenen units gràcies a l'intercanvi de gluons.
El 1960 va introduir amb Lévy el model-sigma que ha servit com el prototipus típic de trencament espontani de simetria. El 1964 ingressà a la NASA i va postular el model del quark, un model que també va postular independentment George Zweig. La teoria moderna de les interaccions dels quarks s'anomena Cromodinàmica quàntica, basada bàsicament en el treball de Gell-Mann.
El 1969 si li va atorgar el Premi Nobel de Física per les seves contribucions i descobriments en la classificació de partícules elementals i les seves interaccions.
Al costat de Richard Feynman, rivalitzant amb George Sudarshan i Robert Marshak, fou el primer a trobar l'estructura de la força nuclear feble en física. Aquest treball va seguir amb el descobriment inicial de la violació de la paritat de Chien-Shiung Wu, segons les idees suggerides pels físics Chen Ning Yang i Tsung-Dao Lee.

## Premis i honors
Gell-Mann va guanyar nombrosos premis i honors, inclosos els següents:
- 1959 – Dannie Heineman Prize for Mathematical Physics[52]
- 1960 – Membre electe de la National Academy of Sciences[53]
- 1962 – Premi Placa d'Or de l'Academy of Achievement[54]
- 1964 – Membre electe de l'American Academy of Arts and Sciences[55]
- 1966 – Premi Ernest Orlando Lawrence[56]
- 1967 – Franklin Medal[57]
- 1968 – National Academy of Sciences – Premi John J. Carty per a l'avenç de la ciència[58]
- 1969 – Premi Research Corporation[59]
- 1969 – Premi Nobel de Física[59]
- 1978 – Escollit un Membre estranger de la Royal Society (ForMemRS)[60]
- 1988 – Programa de les Nacions Unides per al Medi Ambient Quadre d'Honor per a l'assoliment ambiental)[61]
- 1993 – Membre elegit de The American Philosophical Society[62]
- 2005 – Albert Einstein Medal[63]
- 2005 – American Humanist Association – Humanista de l'any[64]
- 2014 – Medalla Helmholtz de l'Acadèmia de Ciències i Humanitats de Berlín-Brandenburg[65]

Les universitats que van donar a Gell-Mann doctorats honoris causa són Cambridge, Columbia, la Universitat de Chicago, Oxford i Yale.